# Salix kangdingensis
Salix kangdingensis — вид квіткових рослин із родини вербових (Salicaceae).

## Морфологічна характеристика
Це повзучий кущ до 3 см заввишки; стовбур рум'яний, тонкий. Молоді гілочки супрямі, жовтувато-коричневі, густо-біло ворсинчасті, голі. Листкова ніжка ≈ 3 мм; Листкова пластинка еліптична або яйцювата, 14 × 8 мм, абаксіально зеленувата, густо ворсинчаста вздовж середньої жилки, адаксіально зелена, в молодості рідко-волосиста, гола, край цільний, рідко нечітко розріджено-залозисто-пилчастий, верхівка гостра чи тупа. Чоловічі сережки кінцеві, циліндричі, ≈ 13 × 4 мм. Чоловіча квітка: тичинок 2; пиляки жовті, довгасті.

## Середовище проживання
Сичуань. Населяє зарості на схилах гір; на висотах ≈ 3000 метрів.